# Carl Axel Arrhenius
|  | No s'ha de confondre amb Svante Arrhenius. |

Carl Axel Arrhenius (Estocolm, 29 de març de 1757 - Estocolm, 20 de novembre de 1824) va ser un químic suec. És conegut sobre tot, com el descobridor d'un mineral que va resultar contenir una gran quantitat de nous elements químics: els metalls de les terres rares, tots ells molt similars entre si, fins al punt que és molt difícil trobar-ne algun d'ells sense impureses dels altres.

## Biografia
Arrhenius va néixer a Estocolm. Es va interessar per la mineralogia i la química després de conèixer Peter Jacob Hjelm al laboratori suec de la Moneda Reial. Arrhenius era commandant del Regiment d'Artilleria de l'exèrcit suec amb base a Vaxholm. Va prendre part en la campanya contra Finlàndia el 1788. Va ser promogut a Feldzeugmeister i tinent coronel d'artilleria i se li va atorgar el comandament de la fabricació de la pólvora a nivell estatal (Suècia) el 1816.
Els estudis d'Arrhenius sobre químics van començar al laboratori de la Royal Mint (Kungliga Myntet), on va estudiar les característiques de la polvora com a oficial d'artilleria. Durant la seva visita a París durant 1787–88, va conèixer el químic francès Antoine Lavoisier, "el pare de la química moderna". Al seu retorn a Suècia es va convertir en un ardent defensor de les idees revolucionàries en química promogudes per Lavoisier.
Durant la seva estada a Vaxholm, Arrhenius va visitar la mina de feldespat al poble de Ytterby, a l'illa de Resarö, a prop de Vaxholm. Va trobar un mineral fosc que va anomenar iterbita i va en enviar una mostra al químic Johan Gadolin a la Universitat d'Åbo per a una anàlisi posterior. Això va permetre el descobriment de quatre nous elements per part de diversos químics: itri, terbi, erbi, i iterbi i, finalment, amb la resta de metalls de les terres rares, entre ells: escandi, lantani, ceri, neodimi i tuli.
Arrhenius es va convertir en membre de la Reial Acadèmia Sueca de Ciències de la Guerra (1799) i de la Reial Acadèmia Sueca de Ciències (1817).